# Concistori di papa Giulio II

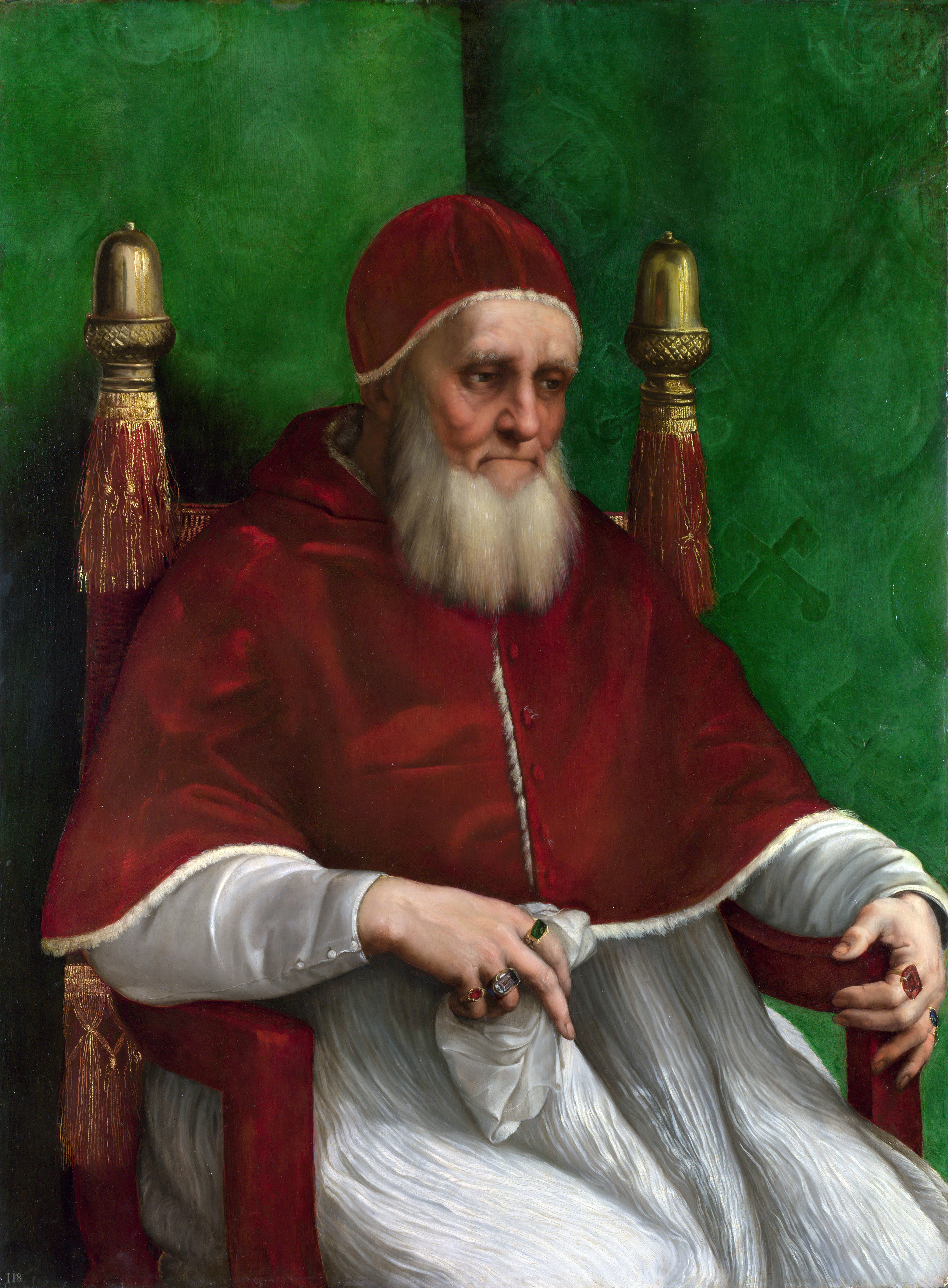
Papa Giulio II

Questa voce raccoglie l'elenco completo dei concistori per la creazione di nuovi cardinali presieduti da papa Giulio II, con l'indicazione di tutti i cardinali creati (27 nuovi cardinali in 6 concistori).
I nomi sono posti in ordine di creazione.

## 29 novembre 1503 (I)
- Clemente Grosso della Rovere, O.F.M.Conv., cugino di Sua Santità, vescovo di Mende; creato cardinale presbitero dei Santi XII Apostoli (m. 1504)
- Galeotto Franciotti della Rovere, nipote di Sua Santità, vescovo di Lucca; creato cardinale presbitero di San Pietro in Vincoli (m. 1507)
- François Guillaume de Castelnau-Clermont-Ludève, arcivescovo di Narbona; creato cardinale diacono di Sant'Adriano al Foro (m. 1541)
- Juan de Zúñiga y Pimentel, arcivescovo di Siviglia; creato cardinale presbitero dei Santi Nereo e Achilleo (m. 1504)

## 1º dicembre 1505 (II)
- Marco Vigerio della Rovere, O.F.M.Conv., nipote di papa Sisto IV, vescovo di Senigallia, governatore di Castel Sant'Angelo; creato cardinale presbitero di Santa Maria in Trastevere († 1516)
- Robert Guibé, vescovo di Rennes; creato cardinale presbitero di Sant'Anastasia († 1513)
- Leonardo Grosso della Rovere, cugino di Sua Santità, vescovo di Agen; creato cardinale presbitero dei Santi XII Apostoli († 1520)
- Antonio Ferrero, vescovo di Gubbio, maestro della Casa Pontificia; creato cardinale presbitero di San Vitale († 1508)
- Francesco Alidosi, vescovo di Pavia, tesoriere generale di Santa Romana Chiesa; creato cardinale presbitero dei Santi Nereo e Achilleo († 1511)
- Gabriele de' Gabrielli, arcivescovo di Urbino, segretario papale; creato cardinale diacono di Sant'Agata in Suburra († 1511)
- Fazio Giovanni Santori, vescovo di Cesena, datario apostolico; creato cardinale presbitero di Santa Sabina († 1510)
- Carlo Domenico del Carretto, arcivescovo titolare di Tebe, nunzio apostolico in Francia; creato cardinale diacono dei Santi Vito e Modesto († 1514)
- Sigismondo Gonzaga, protonotario apostolico; creato cardinale diacono di Santa Maria Nuova († 1525)

## 18 dicembre 1506 (III)
- Jean-François de la Trémoille, arcivescovo di Auch; creato cardinale presbitero (m. 1507, prima di ricevere il titolo cardinalizio)
- René de Prie, vescovo di Bayeux; creato cardinale presbitero di Santa Lucia in Septisolio (m. 1519)
- Luigi II d'Amboise, vescovo di Albi; creato cardinale presbitero dei Santi Marcellino e Pietro (m. 1510)

## 15 Maggio 1507 (IV)
- Francisco Jiménez de Cisneros, O.F.M.Obs., arcivescovo di Toledo; creato cardinale presbitero di Santa Balbina (m. 1517)

## 11 settembre 1507 (V)
- Sisto Gara della Rovere, nipote di Sua Santità, amministratore diocesano di Lucca; creato cardinale presbitero di San Pietro in Vincoli (m. 1517)

## 10 marzo 1511 (VI)
- Christopher Bainbridge, ambasciatore del Re d'Inghilterra e arcivescovo di York; creato cardinale presbitero dei Santi Marcellino e Pietro (m. 1514)
- Antonio Maria Ciocchi del Monte, uditore della Camera Apostolica, arcivescovo di Manfredonia; creato cardinale presbitero di San Vitale (m. 1533)
- Pietro Accolti, vescovo di Ancona e Umana, nunzio apostolico a Firenze; creato cardinale presbitero di Sant'Eusebio (m. 1532)
- Achille Grassi, vescovo di Città di Castello; creato cardinale presbitero di San Sisto (m. 1523)
- Francesco Argentino, vescovo di Concordia, datario apostolico; creato cardinale presbitero di San Clemente (m. 1511)
- Matthäus Schiner, vescovo di Sion; creato cardinale presbitero di Santa Pudenziana (m. 1522)
- Bandinello Sauli, protonotario apostolico, vescovo di Gerace e Oppido; creato cardinale diacono di Sant'Adriano al Foro (m. 1518)
- Alfonso Petrucci, vescovo eletto di Sovana; creato cardinale presbitero di San Teodoro; deposto dal cardinalato e giustiziato per alto tradimento su ordine di Papa Leone X (m. 1517)
- Matthäus Lang von Wellenburg, principe-vescovo di Gurk; creato cardinale presbitero di Sant'Angelo in Pescheria (pro illa vice) (pubblicato nel concistoro del 24 novembre 1512) (m. 1540)

## Fonti
- (EN) Current and historical information about the Bishops and Dioceses of the Catholic Hierarchy around the world, su catholic-hierarchy.org.
- (EN) Salvador Miranda, Julius II, su fiu.edu – The Cardinals of the Holy Roman Church, Florida International University. URL consultato il 30 luglio 2015.